# 罗夏诺
罗夏诺（義大利語：Rosciano），是意大利佩斯卡拉省的一个市镇。总面积27平方公里，人口3415人，人口密度126.5人/平方公里（2009年）。ISTAT代码为068035。